# Toronaeus incisus
Toronaeus incisus là một loài bọ cánh cứng trong họ Cerambycidae.